# PSoC

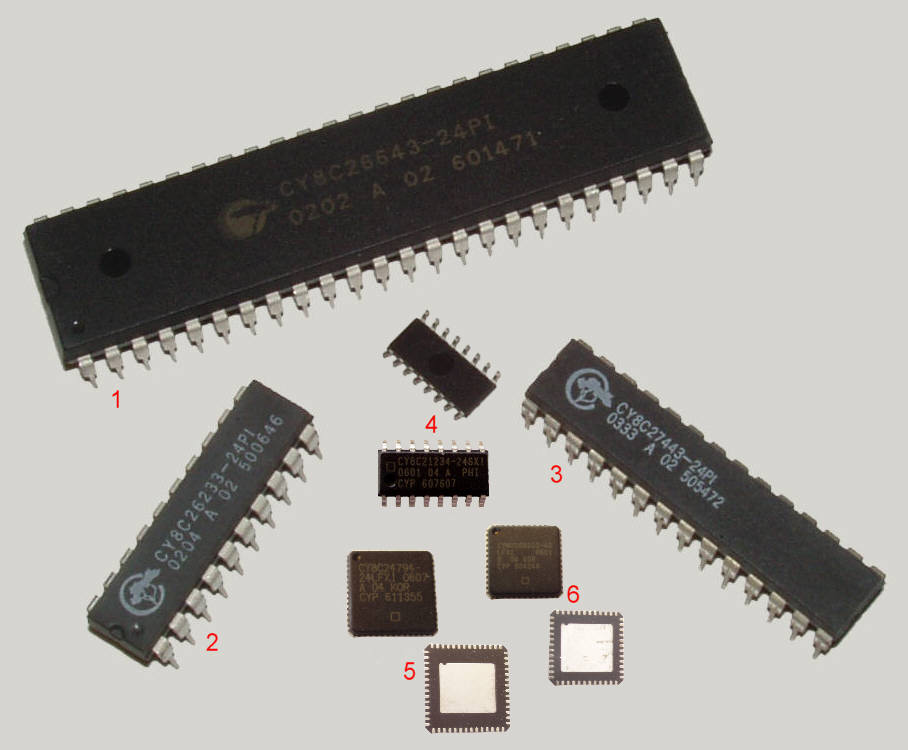
Einige PSoC Beispiele

Bei PSoC (Programmable System on Chip) handelt es sich um 3 verschiedene 8 Bit und 32-bit Mikrocontrollerfamilien, die von der Firma Cypress Semiconductor hergestellt werden. Seit 2001 sind die ersten Produkte auf dem Markt erhältlich, seit 2010 gibt es den PSoC 3 und seit 2011 den auf einem Arm Cortex-M3 basierenden PSoC 5. Inzwischen sind alle 3 Familien ausgebaut worden und es gibt weit über 100 verschiedene PSoC-Bausteine. Neben dem von Cypress Semiconductor entwickelten „M8C“-Prozessorkern, kommen im PSoC 3 ein Einzelzyklus-8051 und im PSoC 5 ein Arm Cortex-M3 zum Einsatz. Diese Kerne kommen auch in vielen Varianten bei den USB-Controllern von Cypress Semiconductor zum Einsatz.
Die Stärke der PSoC gegenüber typischen Mikrocontrollern liegt darin, dass die individuell benötigten Ressourcen in der Peripherie entsprechend dem Bedarf erzeugt und angepasst werden können. So kann die Hardware des Controllers z. B. einfach von einer UART auf Pulsweitenmodulation, oder umgekehrt, umkonfiguriert werden. Dies gilt sowohl für digitale als auch für analoge Funktionen. Außerdem können die Ein/Ausgänge der Peripherals nahezu beliebig den Pins zugeordnet werden. Diese Flexibilität ermöglicht es Platinen zu fertigen ohne die endgültigen Spezifikationen zu haben.

## Grundsätzliches
Die zwei Hauptbestandteile eines PSoC bestehen zunächst aus einem Standard Mikrocontroller mit dem Rechenwerk, Flash-Speicher, RAM, verschiedenen onChip-RC-Oszillatoren mit PLL, Watchdog, Spannungsreferenz, I/O-Ports und einigem mehr sowie bei neueren Modellen auch mit integrierten Peripherien wie I²C oder USB. Des Weiteren befinden sich auf den PSoC sogenannte digitale und analoge „Blöcke“, welche individuell vom Entwickler mit Peripheriefunktionen belegt werden können. Die PSoC werden mit Flash-Speicher von 2 bis 256 KByte, RAM-Speicher von 128 Byte bis 32 KByte, sowie in Chip-Gehäusen von 8 Pins bis 100 Pins angeboten.

## Microcontroller Familien
Cypress hat bis heute fünf Familien des PSoC Microcontrollers entwickelt:
- PSoC 1 – CY8C2xxxx series – M8C core.
- PSoC 3 – CY8C3xxxx series – 8051 core.
- PSoC 4 – CY8C4xxxx series – Arm Cortex-M0 core.[1]
- PSoC 5/5LP – CY8C5xxxx series – Arm Cortex-M3 core.
- PSoC 6 – CY8C6xxxx series – ARM Cortex-M4 core mit ARM Cortex-M0+ core (in einigen Modellen).[2]

Die verschiedenen Familien sind dabei:
- CY8C25xxx, CY8C26xxx: die erste Generation der PSoC, mit 4 bis 16 KByte Flash-Speicher, 256 Byte RAM, 8 digitale und 12 analoge Blöcke, Gehäusegrößen von 8 bis 44 Pins. Diese Familie sollte für neue Entwicklungen nicht mehr verwendet werden, Nachfolger sind die Produkte der Familie CY8C27x43.
- CY8C27x43: die zweite Generation der PSoC, mit 16 KByte Flash-Speicher, 256 Byte RAM, 8 digitale und 12 analoge Blöcke, Gehäusegrößen von 8 bis 44 Pins.
- CY8C29x43: mit 32 KByte Flash-Speicher, 2 KByte RAM, 16 digitale und 12 analoge Blöcke, Gehäusegrößen von 28 bis 100 Pins.
- CY8C28xxx: mit 16 KByte Flash-Speicher, 1 KByte RAM, sehr unterschiedlich in der Peripherieausgestaltung bis max. 12 digitale und 12 analoge Blöcke, teilweise mit 10 Bit ADC, CapSense (siehe nachstehend), Gehäusegrößen von 28 bis 48 Pins.
- CY8C24x23: mit 4 KByte Flash-Speicher, 256 Byte RAM, 4 digitale und 6 analoge Blöcke, Gehäusegrößen von 8 bis 28 Pins.
- CY8C22x13: mit 2 KByte Flash-Speicher, 256 Byte RAM, 4 digitale und 3 analoge Blöcke, Gehäusegrößen von 8 bis 20 Pins. Diese Familie sollte für neue Entwicklungen nicht mehr verwendet werden, Alternativen sind die Produkte der Familie CY8C24x23.
- CY8C21x34: mit 8 KByte Flash-Speicher, 512 Byte RAM, 4 digitale und 4 modifizierte analoge Blöcke, mit diesen Controllern ist CapSense möglich (s. u.), Gehäusegrößen von 20 bis 32 Pins.
- CY8C21x23: mit 4 KByte Flash-Speicher, 256 Byte RAM, 4 digitale und 4 modifizierte analoge Blöcke, Gehäusegrößen von 8 bis 24 Pins.
- CY8C20x34: mit 8 KByte Flash-Speicher, 512 Byte RAM, I²C/SPI aber keine Blöcke, mit diesen Controllern ist CapSense möglich (s. u.), Gehäusegrößen von 16 bis 32 Pins.
- CY8C20xx6: auch CapSense-Express, mit vorinstallierter CapSense- und Kommunikations-Firmware, 2 KByte RAM, I²C/SPI aber keine Blöcke, mit diesen Controllern ist CapSense möglich (s. u.), Gehäusegrößen von 16 bis 48 Pins.
- CY8C24x94: mit 16 KByte Flash-Speicher, 1 KByte RAM, USB, 4 digitale und 6 analoge Blöcke, mit diesen Controllern ist CapSense möglich (s. u.), Gehäusegrößen von 56 bis 100 Pins.
- CY8CTMA1xx, CY8CTMG1xx, CY8CTST1xx: auch PSoC TrueTouch, mit besonderen Funktionen wie 2-Punkt-Gesten-Erkennung oder Multi-Touch-All-Point bis zu 10 Fingern, mit 8 bis 16 KByte Flash-Speicher, 512c bis 1024 Byte RAM, Gehäusegrößen von 32 bis 100 Pins.
- CY8CLED0xx0x: auch PowerPSoC, mit besonderen Power-Funktionen: bis maximal 4 mal 0,5 oder 1 Ampere MOSFET oder nur mit externen Gate-Treibern, mit 16 KByte Flash-Speicher, 1 KByte RAM, Gehäusegröße 56 Pins.
- CY8CNP1xxB auch PSoCnv: ist ein CY8C29xxx mit 100 Pins, jedoch ist zusätzlich ein nichtflüchtiger Speicher von 64 bis 256 KByte enthalten (eine Kombination aus RAM mit Schatten-EEPROM).
- CYWUSB6953: ist ein CY8C27643 mit 48 Pins, jedoch ist zusätzlich ein, auch von Cypress Semiconductor diskret lieferbarer, Wireless-USB-Chip im Gehäuse mit integriert.

## Speicheraufteilung
Die Speicheraufteilung ist nach der Harvard-Architektur ausgeführt, d. h. Programm- und Datenspeicher werden über getrennte Busse angesprochen.
Der Zugriff auf den Datenspeicher, das RAM, ist bei den PSoC 1 nur bis 256 Byte RAM direkt möglich, Zugriffe auf höhere Speicheradressen müssen über Banking erfolgen.
PSoC 3 bietet zwischen 2–8 KB RAM / 16–64 KB Flash und PSoC 5 zwischen 16–64 KB RAM / 64–256 KB Flash.

## Peripherie in den Blöcken

PSoC Blockschaltbild mit animierter Blockstruktur

Die ‚Blöcke‘ in den PSoC sind kleine, in sich getrennte, Arrays. Diese Arrays werden bei der Programmentwicklung vorkonfiguriert, können aber auch während des Betriebs andere Funktionen bekommen; dies ist leicht durch Ändern einiger Register vom Programm zu erledigen. Neben der Hauptunterscheidung Analog und Digital gibt es weitere kleine Unterscheidungsmerkmale.
- Digitale Blöcke, diese sind als 8 Bit Funktionseinheit mit Register konzipiert. So kann ein solcher Block einen Timer oder Counter von 8 Bit aufnehmen. Benötigt man einen 16 oder 32 Bit Timer muss man mehrere Blöcke zusammenschalten. Weitere Funktionen, die man in die digitalen Blöcke einfügen kann, sind UART, SPI, PWM mit oder ohne Totzeit, CRC-Generator, Zufallszahlengenerator und viele mehr. Zu beachten ist dabei, dass die Kommunikationsfunktionen (UART, SPI) nur in der Hälfte der zur Verfügung stehenden Blöcke abgelegt werden kann, da der anderen Hälfte eine Kommunikationsleitung fehlt.
- Analoge Blöcke: Hier wird zwischen sogenannten ‚Switch Capacitor‘ und ‚Continuous Time‘ unterschieden, um unterschiedliche analoge Funktionen in ihnen abbilden zu können. Die CY8C21xxx Familien haben jedoch nur eine reduzierte Funktionalität. In den analogen Blöcken lassen sich z. B. AD-Wandler (nach SAR, inkremental oder Delta-Sigma Verfahren), DA-Wandler, Operationsverstärker, Komparator, Filterfunktionen und einiges mehr abbilden.

Bei den CY8C20x34 hat man auf die Blöcke ganz verzichtet, hier ist nur noch die Möglichkeit der seriellen Kommunikation mittels I²C oder SPI in Hardware und die Anbindung von CapSense möglich.

## CapSense

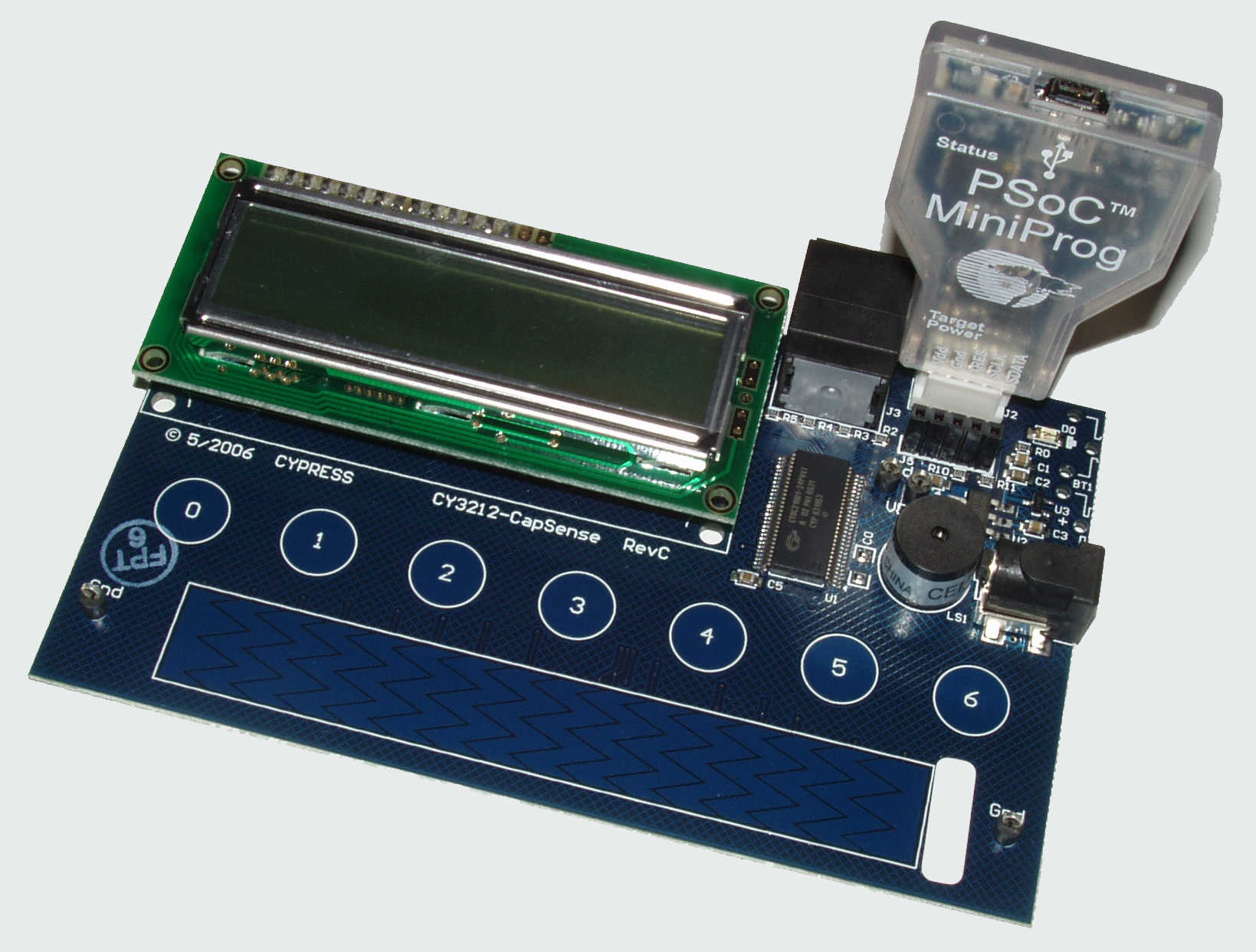
CY3212-CapSense Demoboard

Dies ist eine spezielle, neue Funktion bei mehreren Familien der PSoC. Unterstützt wird CapSense bei den Standard Micros CY8C21x34, den speziell dafür ausgelegten CY8C20x34 und bei den Micros mit USB, den CY8C24x94. Mit CapSense kann man auf einfache Weise Tasten, eindimensionale Schieberegler (Slider) oder zweidimensionale Eingabefelder (Touchpad) realisieren, dabei bestehen die Eingabeelemente aus reinen Leiterbahnflächen auf einer Platine, wobei keine weiteren Hardwareelemente, wie Kondensatoren oder ähnliches, benötigt werden. Der Entwickler wird hierbei durch einen ‚Wizard‘ im PSoC-Designer unterstützt. Auf der Platine kann dann, je nach Ausführung, auch noch eine Folie oder Glas angebracht werden, um den Anwender der Schaltung bzw. des Gerätes nicht mit der Platine direkt in Berührung zu bringen.

## Programmentwicklung

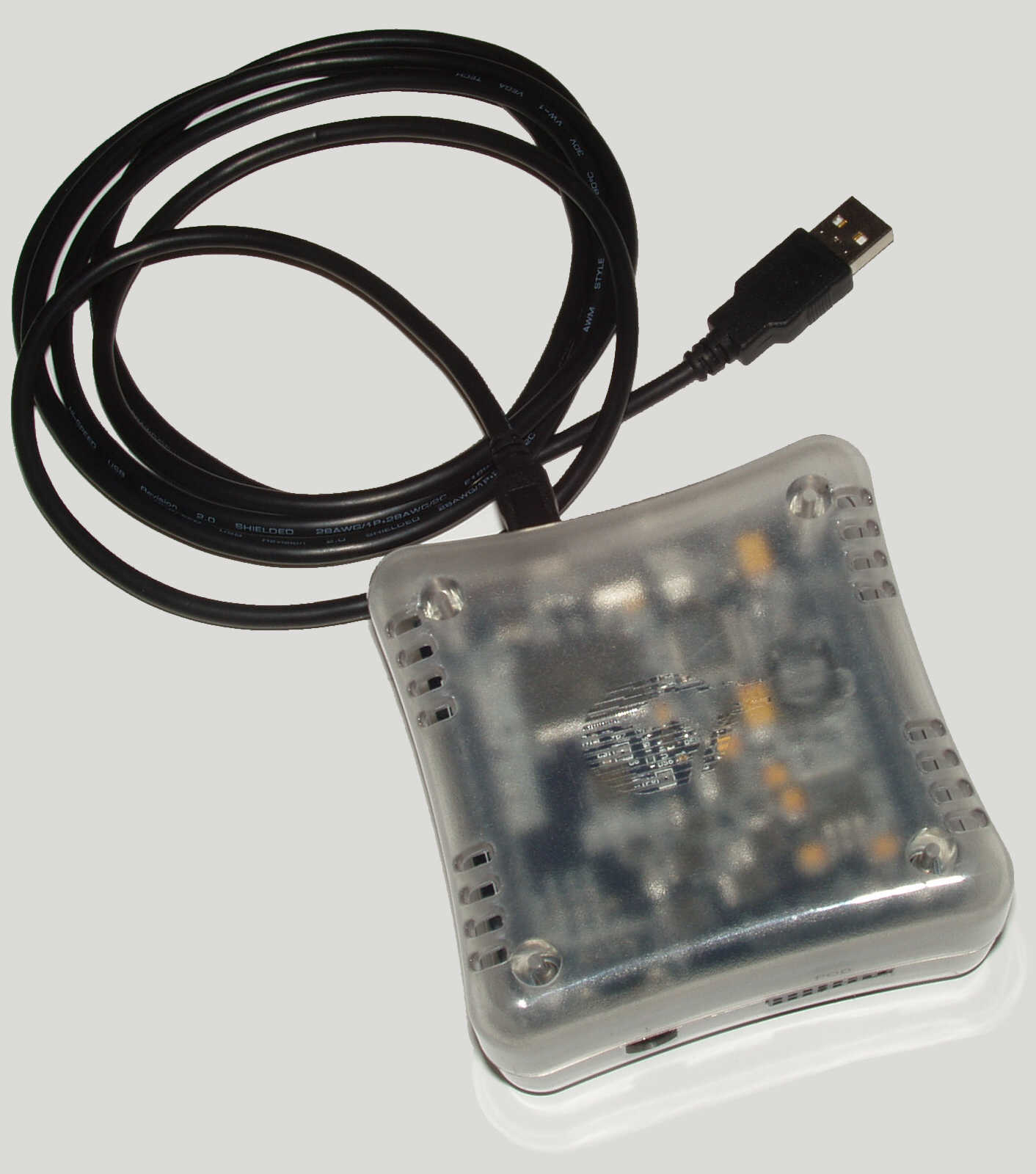
ICE-Cube, Emulator

Um den Mikrocontroller in einer Anwendung einsetzen zu können, muss zuerst vom Entwickler ein Programm entwickelt werden. Die Programmentwicklung kann mittels Assembler oder einer Hochsprache, z. B. C geschehen. Bei den PSoC kommt in der Industrie heute zumeist C zum Einsatz, da der Programmcode später damit besser zu pflegen ist. Cypress stellt für die Entwicklung die kostenlose Software ‚PSoC-Designer‘ auf ihrer Homepage zur Verfügung, der Designer beinhaltet eine grafische Oberfläche zum Einbinden und Konfigurieren von den gewünschten Peripherie Modulen, den Assembler und einen C-Compiler.
Mit dem ebenfalls von Cypress kostenlos erhältlichen PSoC-Express ist die Programmentwicklung auch komplett auf grafischer Ebene möglich, dies eignet sich besonders für die Abschätzung auf Machbarkeit, sogenannte Machbarkeitsstudien, oder auch für Neueinsteiger in der Elektronikentwicklung, die keine oder nur wenig Erfahrung mit Programmiersprachen haben.
- Programmierung in C

Von Cypress ist ein kostenloser, in den PSoC-Designer integrierter, C-Compiler erhältlich, welcher von Image-Craft lizenziert wurde.
- Fehlersuche – Emulator

Zum Debuggen kann man auf den Emulator von Cypress, den ICE-Cube, zurückgreifen. Mit dem ICE-Cube kann man auch die Chips programmieren.
- Programmierung

Dieser Vorgang wird auch als Brennen bezeichnet. Dies bedeutet, dass Informationen (z. B. ein kompiliertes Programm, auch Firmware genannt) auf dem internen Flash-Speicher des Bausteins gespeichert werden. Hierzu bieten die PSoC-Mikrocontroller eine serielle Programmier-Schnittstelle, die auch noch zur Übertragung des Maschinencode benutzt werden kann, wenn der Chip bereits in die Schaltung eingebaut wurde. Dieser Vorgang kann dann mit einem Programmiergerät, durchgeführt werden. Besonders günstige Programmiertools gibt es von Cypress unter der Bezeichnung ‚CY3210-MiniEval1‘ oder ‚CY3210-PSoCEval1‘.
- PSoC Creator for PSoC 3 und PSoC 5

Die kostenlose Software zur Programmierung von PSoC 3 und PSoC 5 bietet deutlich mehr Komfort, weil sie z. B. automatisches Routing macht, und das ist bei der höheren Komplexität der Chips sehr notwendig. Zum Debugging ist der GNU Dugger (GDB) in PSoC Creator integriert. Als Compiler kommen Keil für PSoC 3 und GNU für PSoC 5 zum Einsatz.

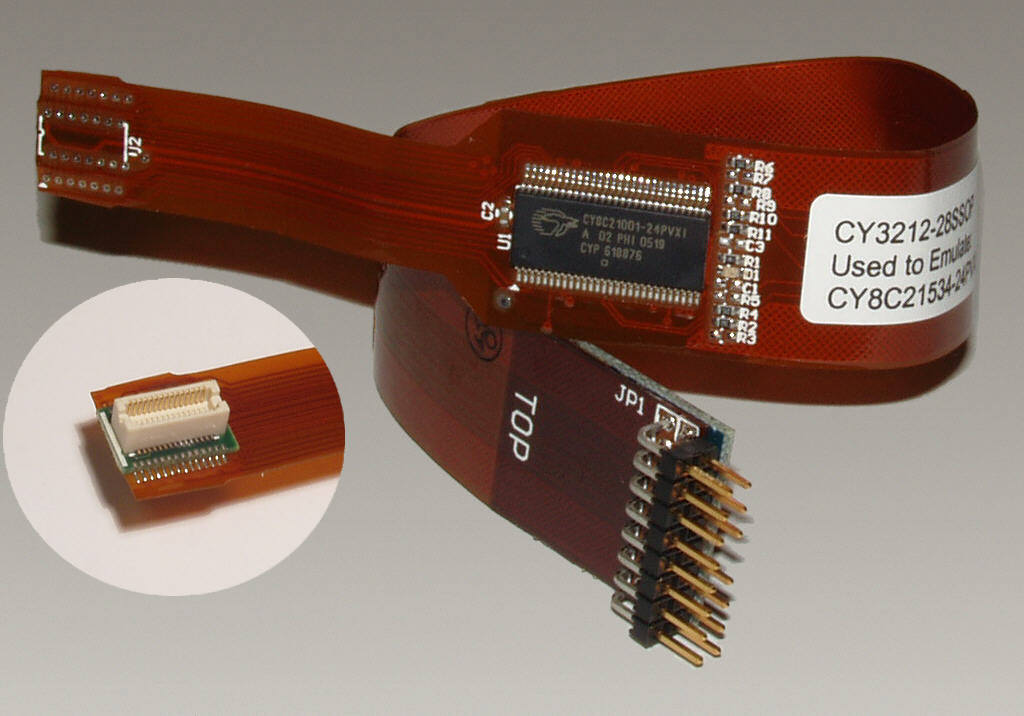
FlexPod zum ICE-Cube
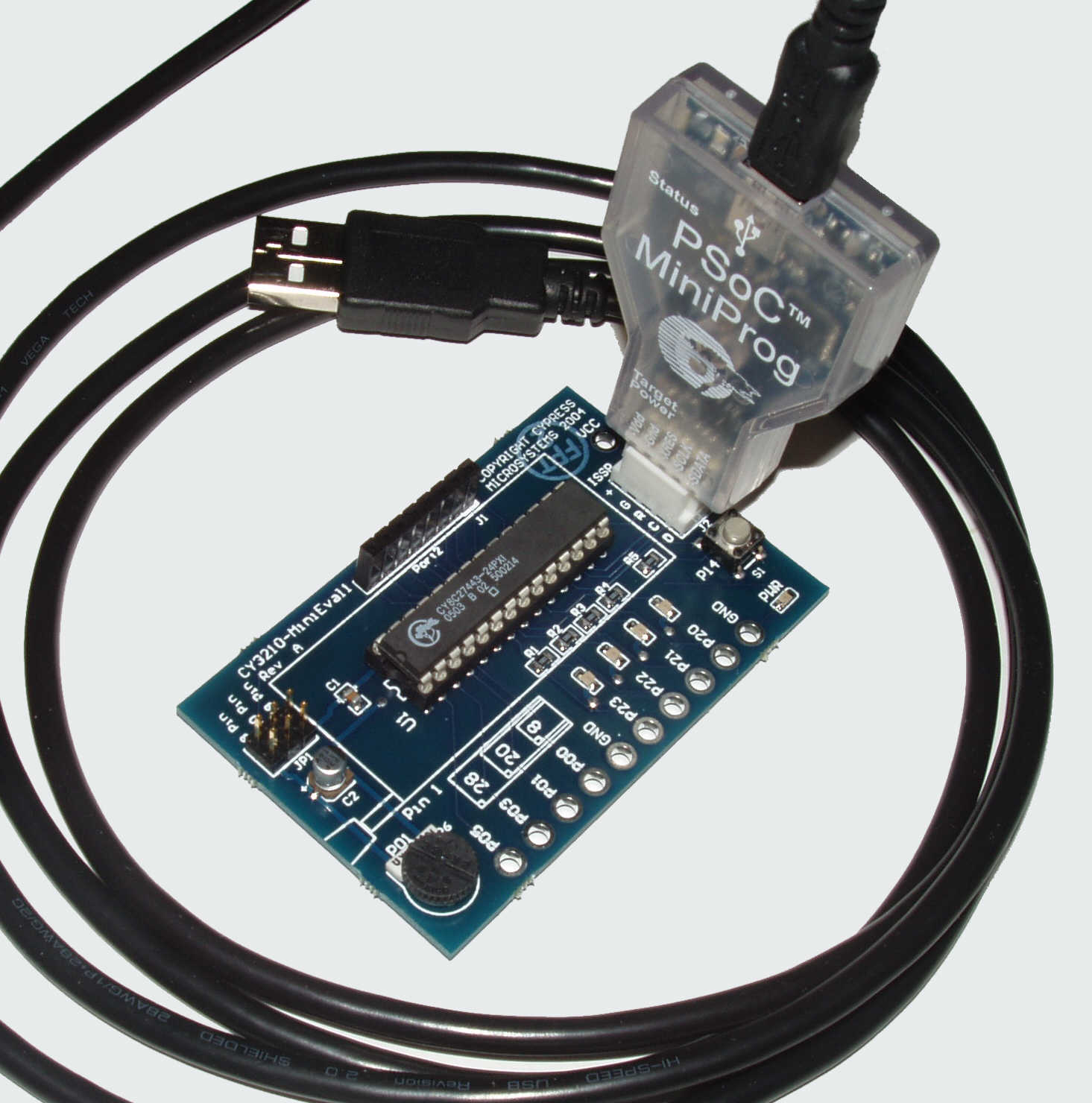
CY3210-MiniEval1
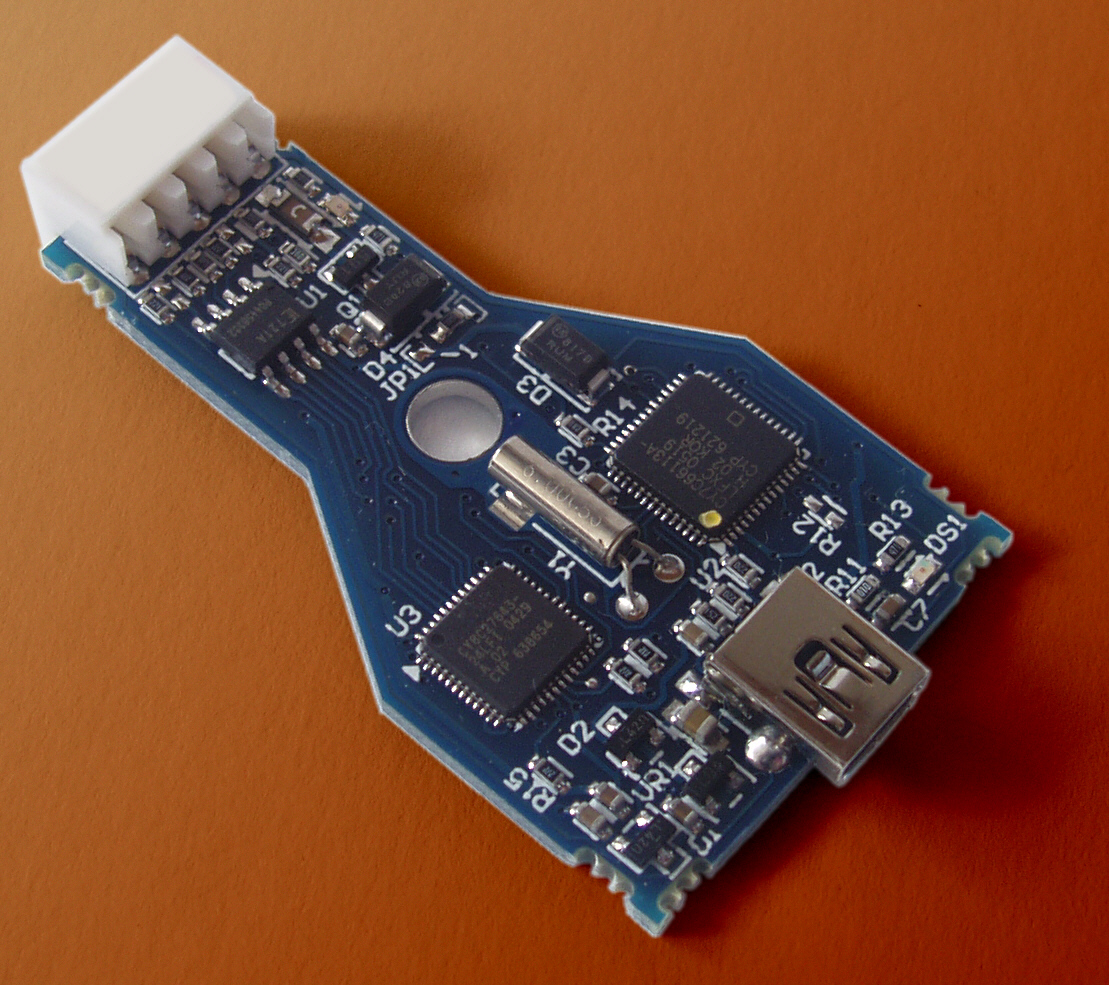
Cypress Miniprogrammer (ohne Gehäuse)
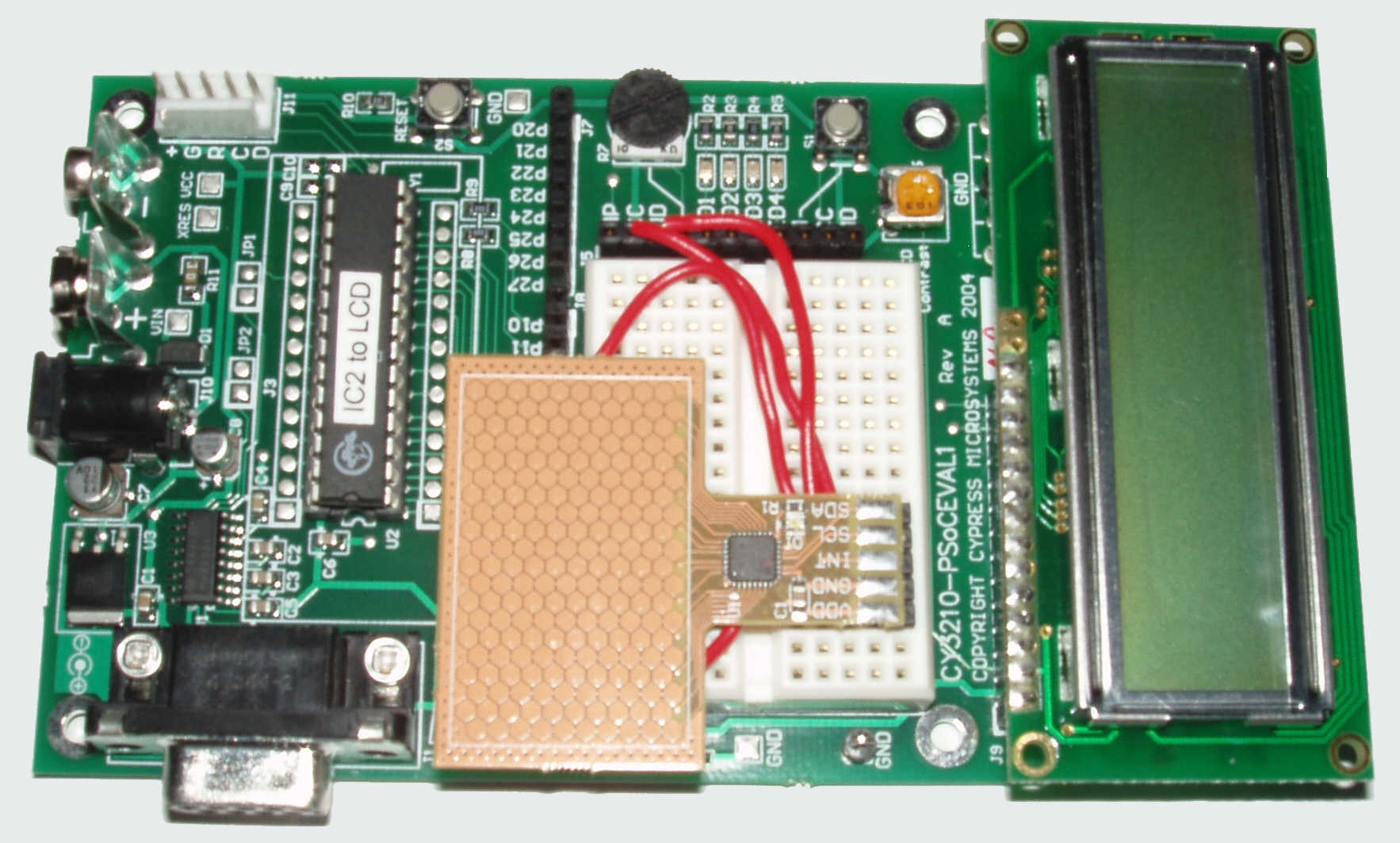
CY3210-PSoCEval1, Lieferung ohne Touchpad